# ویکتوریا کارپنکو
ویکتوریا کارپنکو (به انگلیسی: Viktoria Karpenko) ژیمناست زادهٔ ۱۵ مارس ۱۹۸۱ میلادی اهل کشور بلغارستان است.